# Malo Tinje
Malo Tinje este o localitate din comuna Slovenska Bistrica, Slovenia, cu o populație de 72 de locuitori.